# Anne-Marie Rindomová
Anne-Marie Rindomová (* 14. června 1991 Søllerød) je dánská sportovní jachtařka, která získala tři olympijské medaile v třídě Laser Radial. Jachtingu se věnuje od šesti let a je členkou týmu Horsens Sejlklub. Měří 170 cm a váží 68 kg.  
Na svých prvních olympijských hrách v Londýně v roce 2012 obsadila třinácté místo. O čtyři roky později na olympiádě v Brazílii získala bronzovou medaili. Na tokijské olympiádě se stala olympijskou vítězkou ziskem 78 bodů. Spolu s házenkářem Niklasem Landinem Jacobsenem byla vlajkonoškou dánské delegace při zahájení olympijských her 2024 v Paříži. Na této olympiádě skončila na druhém místě za Marit Bouwmeesterovou z Nizozemska.
Je čtyřnásobnou mistryní světa v jachtingu. V roce 2009 vyhrála třídu Europe, v letech 2015 a 2022 třídu Laser Radial a v roce 2024 třídu ILCA 6. V roce 2019 se stala mistryní Evropy ve třídě Laser Radial. V dlouhodobém pořadí Star Sailors League je od roku 2021 na druhém místě. Startuje také v dánském týmu v soutěži SailGP.
V roce 2019 ji organizace World Sailing vyhlásila nejlepší světovou jachtařkou roku. Bylo to poprvé v historii, kdy dánský jachting získal toto ocenění.